# Knesset
25e législature
Édifice de la Knesset
La Knesset (en hébreu : הכנסת (en alphabet latin : HaKnesset, c'est-à-dire « l'Assemblée ») est le parlement monocaméral de l'État d'Israël, dont le siège est à Jérusalem. Les députés sont élus pour un mandat de quatre ans. 
Depuis sa création en 1949, sur les vingt-cinq Knesset élues, seize ont été dissoutes avant le terme normal.

## Localisation

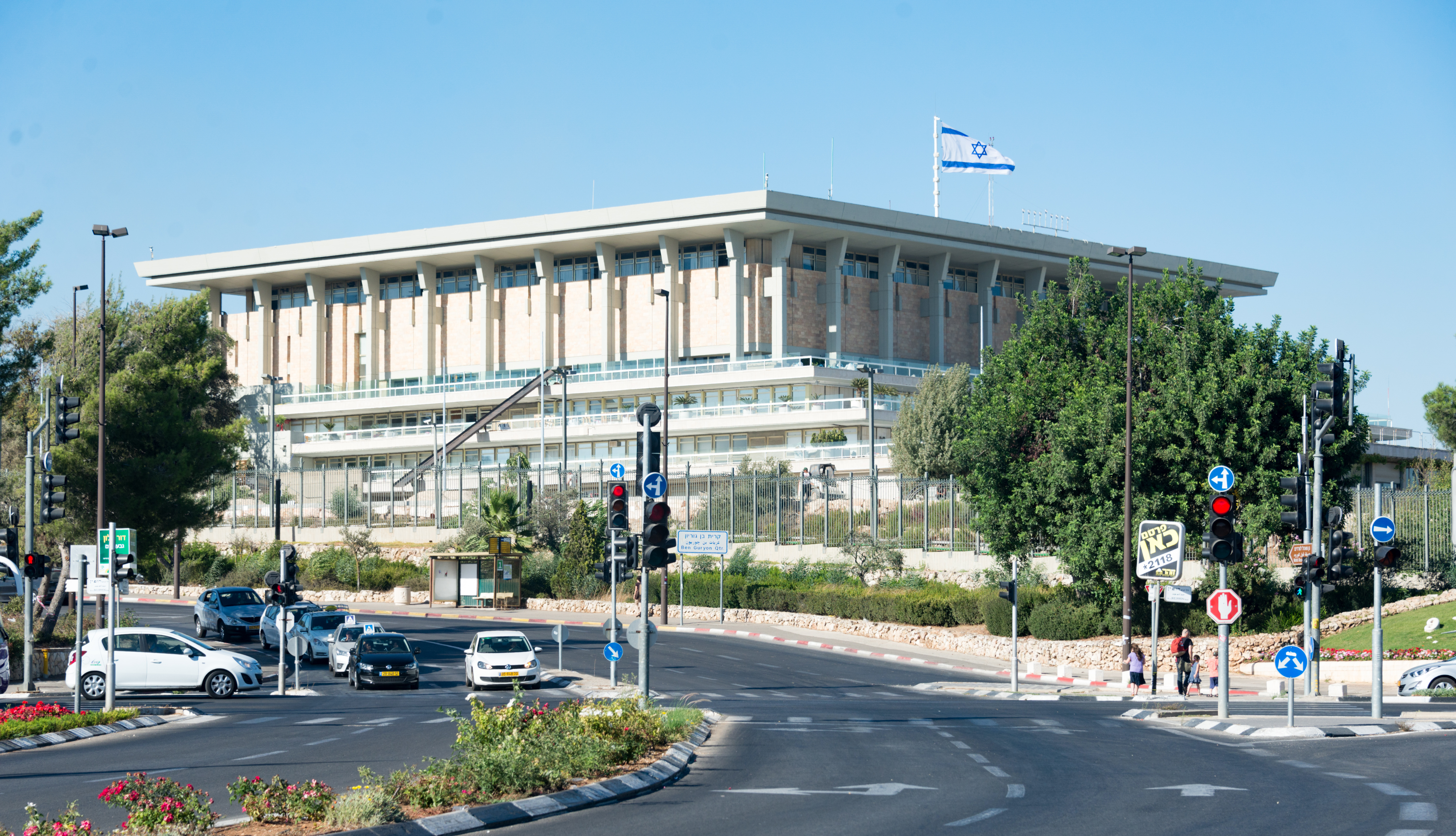
Bâtiment de la Knesset.

La Knesset siège à Tel Aviv jusqu'en 1950, puis à Jérusalem.
Le bâtiment qui l'héberge aujourd'hui est situé dans le quartier de Guivat Ram, non loin de la Bibliothèque nationale d'Israël et des autres bâtiments gouvernementaux. 
La construction de cet édifice, conçu par l'architecte Josef Klarwein (en)), a été financée en 1948[pas clair] par James Armand de Rothschild, fils aîné d'Edmond de Rothschild, sur un terrain loué au patriarcat orthodoxe de Jérusalem.

## Histoire
La Knesset se réunit pour la première fois le 14 février 1949, succédant à l'Asefat ha-nivharim, l'Assemblée nationale juive pendant le mandat britannique en Palestine et au Conseil du peuple de trente-sept députés (Mo'etzet Ha'am) devenu ensuite le Conseil provisoire d'État (en) qui a exercé ses fonctions pendant la guerre d'indépendance de 1948-1949.
Pendant la guerre israélo-arabe de 1948-1949, les séances du Conseil provisoire d'État se déroulent à Tel Aviv dans l'édifice du Keren Kayemet, puis dans le siège du Premier ministre dans la Kiryia (en) (l'ancienne colonie allemande Sarona), aussi bien au siège du musée de Tel Aviv (la maison de Dizengof (en)). Par la suite la Knesset se réunit dans le siège de l'Agence juive, puis à Tel Aviv au cinéma Kessem et à l'hôtel « San Remo », et depuis 1950 pendant 16 ans au Beit Froumine (en) à Jérusalem.
En 1973, les élections du 8e Knesset (en) sont repoussées en raison de la guerre du Kippour.
En mars 2014, le seuil d'éligibilité pour qu'un parti politique puisse accéder à la Knesset est fixé à 3,25 % des votes aux législatives, contre 2 % auparavant. Cette mesure vise à éviter une diversité politique improductive.
Lors des élections législatives de 2015, sur les 120 sièges du 20e Knesset, 13 reviennent à des députés arabes israéliens. Certains déclarent vouloir changer la politique de discrimination anti-Arabes en Israël.

## Système électoral

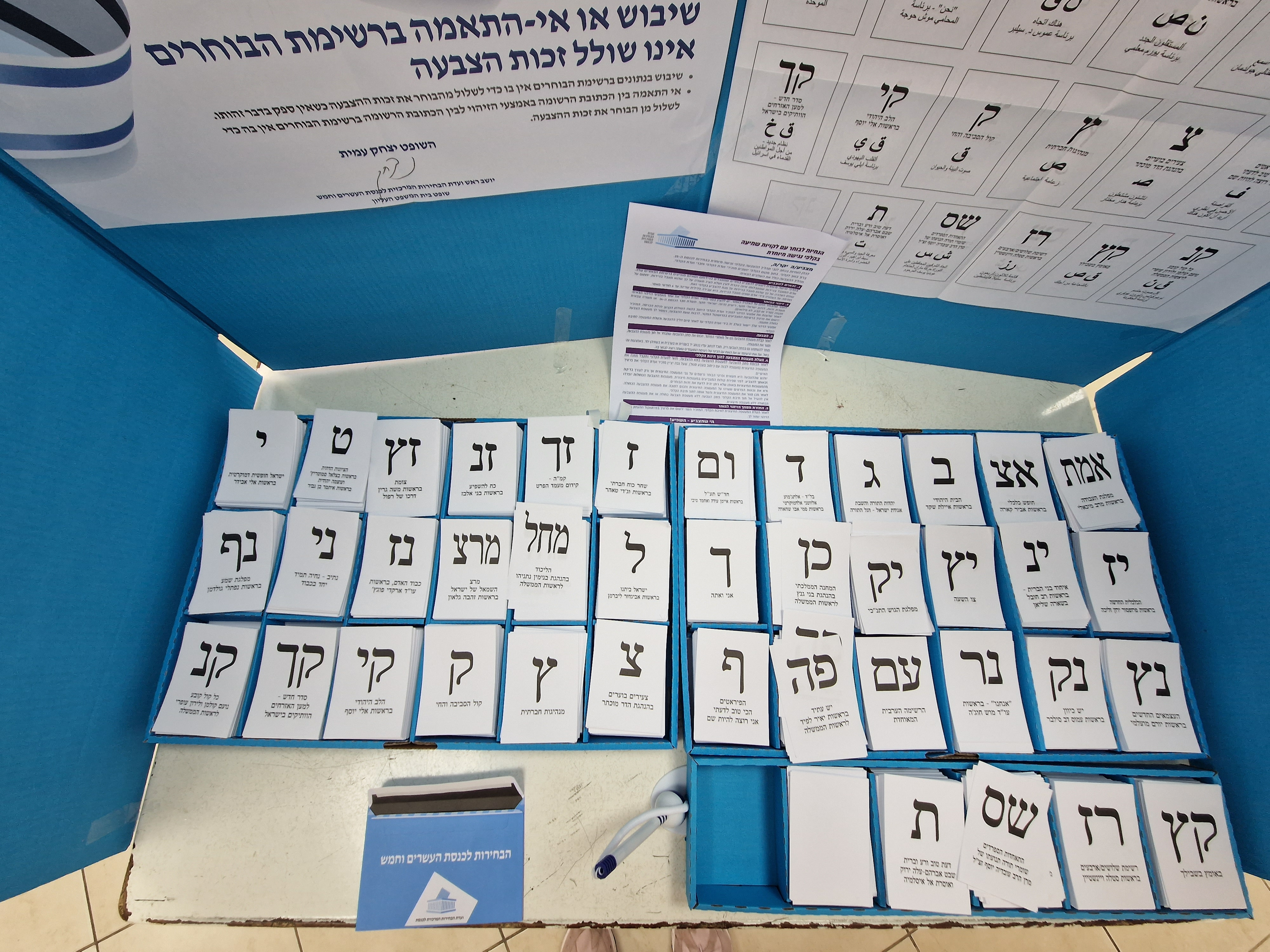
Exemples de bulletins de vote utilisés en 2022.

La Knesset est composée de 120 sièges pourvus tous les quatre ans, au plus tard le troisième mardi du mois hébraïque de heshvan, au scrutin proportionnel plurinominal avec listes bloquées et seuil électoral de 3,25 % dans une seule circonscription nationale. Après décompte des voix, les sièges sont répartis à la proportionnelle aux candidats de tous les partis ayant franchi ce seuil, une première fois sur la base du quotient simple, puis pour les sièges restants selon la méthode de la plus forte moyenne, connue en Israël sous le nom de « Méthode de Bader–Ofer ».
Pour qu'un parti obtienne au moins un siège, il faut donc qu'il ait atteint une proportion minimum de votes valides. Ce seuil était de 1 % en 1949, puis a été relevé à 1,5 % en 1992, à 2 % en 2006 et enfin à 3,25 % en 2015
La loi électorale prévoit cependant la possibilité pour deux partis de signer un accord d'apparentement avant les élections, ce qui leur permet d'augmenter leur chance de se voir attribuer un siège lors du calcul de la répartition des sièges restants.

## Rôle et fonctionnement

### Pouvoirs et compétences
En tant que parlement, la Knesset est la détentrice du pouvoir législatif, mais aussi d'un pouvoir de contrôle sur le pouvoir exécutif. Ainsi elle :
- vote les lois ;
- vote le budget ;
- contrôle le gouvernement ;
- élit le président de l'État et son contrôleur ;
- peut censurer le gouvernement.

Elle peut être dissoute par le président de l'État, à la demande du Premier ministre.

### Président de la Knesset
Le président de la Knesset préside les séances, contrôles les dépenses parlementaires et contresigne les lois déjà signées par le président de l'État et le Premier ministre. Par ailleurs, il est le deuxième personnage de l'État, dans la mesure où il remplace le président de l'État en cas de démission ou de décès.
Amir Ohana (Likoud) est président depuis le 29 décembre 2022, après les élections de 2022.

### Services de sécurité
Les gardes de la Knesset, qui assurent la protection autour du bâtiment, sont armés de fusils d'assaut IMI Tavor TAR-21. Les fenêtres du bâtiment sont blindées.
Les huissiers assurent l'ordre à l'intérieur du Parlement.

## Historique des législatures
| N°  | Élection | Début            | Fin              | Durée                      | Composition                                                 | Présidence                      |
| --- | -------- | ---------------- | ---------------- | -------------------------- | ----------------------------------------------------------- | ------------------------------- |
| 1re | 1949     | 14 février 1949  | 20 août 1951     | 2 ans, 6 mois et 6 jours   | Composition de la première législature de la Knesset        | Yosef Sprinzak                  |
| 2e  | 1951     | 20 août 1951     | 15 août 1955     | 3 ans, 11 mois et 26 jours | Composition de la deuxième législature de la Knesset        | Yosef Sprinzak                  |
| 3e  | 1955     | 15 août 1955     | 30 novembre 1959 | 4 ans, 3 mois et 15 jours  | Composition de la troisième législature de la Knesset       | Yosef Sprinzak Nahum Nir        |
| 4e  | 1959     | 30 novembre 1959 | 4 septembre 1961 | 1 an, 9 mois et 5 jours    | Composition de la quatrième législature de la Knesset       | Kadish Luz                      |
| 5e  | 1961     | 4 septembre 1961 | 22 novembre 1965 | 4 ans, 2 mois et 18 jours  | Composition de la cinquième législature de la Knesset       | Kadish Luz                      |
| 6e  | 1965     | 22 novembre 1965 | 17 novembre 1969 | 3 ans, 11 mois et 26 jours | Composition de la sixième législature de la Knesset         | Kadish Luz                      |
| 7e  | 1969     | 17 novembre 1969 | 21 janvier 1974  | 4 ans, 2 mois et 4 jours   | Composition de la septième législature de la Knesset        | Reuven Barkat Yisrael Yeshayahu |
| 8e  | 1973     | 21 janvier 1974  | 13 juin 1977     | 3 ans, 4 mois et 23 jours  | Composition de la huitième législature de la Knesset        | Yisrael Yeshayahu               |
| 9e  | 1977     | 13 juin 1977     | 20 juillet 1981  | 4 ans, 1 mois et 7 jours   | Composition de la neuvième législature de la Knesset        | Yitzhak Shamir Yitzhak Berman   |
| 10e | 1981     | 20 juillet 1981  | 13 août 1984     | 3 ans et 24 jours          | Composition de la dixième législature de la Knesset         | Menachem Savidor                |
| 11e | 1984     | 13 août 1984     | 21 novembre 1988 | 4 ans, 3 mois et 8 jours   | Composition de la onzième législature de la Knesset         | Shlomo Hillel                   |
| 12e | 1988     | 21 novembre 1988 | 13 juillet 1992  | 3 ans, 7 mois et 22 jours  | Composition de la douzième législature de la Knesset        | Dov Shilansky                   |
| 13e | 1992     | 13 juillet 1992  | 17 juin 1996     | 3 ans, 11 mois et 4 jours  | Composition de la treizième législature de la Knesset       | Shevah Weiss                    |
| 14e | 1996     | 17 juin 1996     | 7 juin 1999      | 2 ans, 11 mois et 21 jours | Composition de la quatorzième législature de la Knesset     | Dan Tichon                      |
| 15e | 1999     | 7 juin 1999      | 17 février 2003  | 3 ans, 8 mois et 10 jours  | Composition de la quinzième législature de la Knesset       | Avraham Burg                    |
| 16e | 2003     | 17 février 2003  | 17 avril 2006    | 3 ans et 2 mois            | Composition de la seizième législature de la Knesset        | Reuven Rivlin                   |
| 17e | 2006     | 17 avril 2006    | 24 février 2009  | 2 ans, 10 mois et 7 jours  | Composition de la dix-septième législature de la Knesset    | Dalia Itzik                     |
| 18e | 2009     | 24 février 2009  | 5 février 2013   | 3 ans, 11 mois et 12 jours | Composition de la dix-huitième législature de la Knesset    | Reuven Rivlin                   |
| 19e | 2013     | 5 février 2013   | 31 mars 2015     | 2 ans, 1 mois et 26 jours  | Composition de la dix-neuvième législature de la Knesset    | Yuli-Yoel Edelstein             |
| 20e | 2015     | 31 mars 2015     | 30 avril 2019    | 3 ans, 11 mois et 27 jours | Composition de la vingtième législature de la Knesset       | Yuli-Yoel Edelstein             |
| 21e | 04/2019  | 30 avril 2019    | 3 octobre 2019   | 5 mois et 3 jours          | Composition de la vingt-et-unième législature de la Knesset | Yuli-Yoel Edelstein             |
| 22e | 09/2019  | 3 octobre 2019   | 16 mars 2020     | 5 mois et 13 jours         | Composition de la vingt-deuxième législature de la Knesset  | Yuli-Yoel Edelstein             |
| 23e | 2020     | 16 mars 2020     | 6 avril 2021     | 1 an et 21 jours           | Composition de la vingt-troisième législature de la Knesset | Benny Gantz Yariv Levin         |
| 24e | 2021     | 6 avril 2021     | 15 novembre 2022 | 1 an, 7 mois et 9 jours    | Composition de la vingt-quatrième législature de la Knesset | Mickey Levy                     |
| 25e | 2022     | 15 novembre 2022 | en cours         | 2 ans, 8 mois et 27 jours  | Composition de la vingt-cinquième législature de la Knesset | Yariv Levin Amir Ohana          |